# Agüera de la Barca
Agüera de la Barca (en asturiano y oficialmente: Augüera) es una casería que pertenece a la parroquia de Parroquia de La Barca en el concejo de Tineo (Principado de Asturias). Se encuentra a 288 m s. n. m. y está situada a 13 km de la capital del concejo, la villa de Tineo. 

## Población
En 2020 contaba con una población de 2 habitantes (INE, 2020) repartidos en un total de 1 vivienda (INE, 2010).